# Kanton Les Herbiers
Kanton Les Herbiers (fr. Canton des Herbiers) je francouzský kanton v departementu Vendée v regionu Pays de la Loire. Tvoří ho osm obcí.

## Obce kantonu
- Beaurepaire
- Les Epesses
- Les Herbiers
- Mesnard-la-Barotière
- Mouchamps
- Saint-Mars-la-Réorthe
- Saint-Paul-en-Pareds
- Vendrennes